# Новый Свет (Омская область)
Но́вый Свет — село в Калачинском районе Омской области России. Входит в состав Глуховского сельского поселения.

## История
Основано в 1894 году. В 1928 году деревня Новый Свет состояла из 146 хозяйств, основное население — русские. В административном отношении являлось центром Новосветского сельсовета Калачинского района Омского округа Сибирского края.

## Население
| 2002 | 2010 |
| ---- | ---- |
| 672  | ↘556 |

## Улицы
- ул. Зелёная,
- ул. Молодёжная,
- ул. Центральная